# 第33回日本レコード大賞
第33回日本レコード大賞（だい33かいにほんレコードたいしょう）は、1991年（平成3年）12月31日に日本武道館で行われた、33回目の『日本レコード大賞』である。

## 概要
司会は歌手・布施明と俳優・石田純一が初担当、また、かつて第19回（1977年）と第20回（1978年）を担当した黒柳徹子が復帰、「女性司会の復帰」は竹下景子に次いで2人目。布施は大賞獲得者であるが、大賞獲得者として初めての司会となった（尚、この年の司会はメイン司会が黒柳、サブ司会が布施・石田の布陣であったが、受賞者発表に関してはメインの黒柳ではなく布施・石田が担当している。これは男性司会が神田正輝に交代した翌年も同様）。
第33回のポップス・ロック部門の大賞は、KANの「愛は勝つ」に決定した。KANは初の受賞。
歌謡曲・演歌部門の大賞は、北島三郎の「北の大地」に決定した。北島三郎は初の受賞。演歌勢としては第26回の五木ひろし以来7年ぶり。
250万枚以上を売り上げ、オリコン年間シングルチャート1位と2位となったCHAGE&ASKAと小田和正は、大賞候補としてノミネートはされたものの欠席した。
視聴率は2.2P上昇の14.7%に。

## 司会
- 黒柳徹子
- 布施明
- 石田純一
- 山本文郎（TBSアナウンサー、進行）

## 受賞作品・受賞者一覧（ポップス・ロック部門）

### 日本レコード大賞
- 「愛は勝つ」
  - 歌唱・作詞・作曲：KAN
  - 編曲：小林信吾、KAN
  - プロダクション：
  - レコード会社：ポリドール

### 最優秀ボーカル賞
- ASKA「はじまりはいつも雨」

### 最優秀新人賞
- Mi-Ke「想い出の九十九里浜」

### アルバム大賞
- 山下達郎「ARTISAN」
  - 山下が電話で生出演し、受賞の喜びをコメントした。また本人が「実験的には作っている」という「さよなら夏の日」のビデオクリップを公開。ソロデビュー以降、初めてテレビで本人の歌う姿がテレビ放送された。

### ゴールド・ディスク賞（大賞ノミネート作品）
- KAN「愛は勝つ」
- 小泉今日子「あなたに会えてよかった」
- CHAGE&ASKA「SAY YES」
- ASKA「はじまりはいつも雨」
- 小田和正「ラブ・ストーリーは突然に」

### 新人賞（最優秀新人賞ノミネート）
- 中嶋美智代「赤い花束」
- 槇原敬之「どんなときも。」
- Mi-Ke「想い出の九十九里浜」
- 観月ありさ「伝説の少女」

### 優秀アルバム賞
- 山下達郎「ARTISAN」
- BUCK-TICK「狂った太陽」
- ASKA「SCENE II」
- X「Jealousy」
- 松任谷由実「天国のドア」
- 矢沢永吉「Don'T Wanna Stop」
- プリンセス・プリンセス「PRINCESS PRINCESS」
- 原由子「MOTHER」
- B'z「RISKY」
- ドリームズ・カム・トゥルー「WONDER 3」

### 最優秀アルバム・ニュー・アーティスト賞
- ORIGINAL LOVE「LOVE! LOVE! & LOVE!」

### 特別賞
- オルケスタ・デ・ラ・ルス

### 作曲賞
- ASKA「SAY YES」「はじまりはいつも雨」（歌・ASKA）

### 編曲賞
- 小林武史「あなたに会えてよかった」（歌・小泉今日子）

### 作詩賞
- 小泉今日子「あなたに会えてよかった」（歌・小泉今日子）

### 企画賞
- HIS（細野晴臣&忌野清志郎&坂本冬美）の歌唱による／日本の人
- クライズラー&カンパニー
- ノーランズの歌唱による／日本のアイドル・ポップスを唱う
- 宮本文昭／蒼の薫り

### 外国アーティスト賞
- マライア・キャリー

## 受賞作品・受賞者一覧（歌謡曲・演歌部門）

### 日本レコード大賞
- 「北の大地」
- 歌唱：北島三郎
  - 作曲：船村徹
  - 作詩：星野哲郎
  - 編曲：南郷達也
  - プロダクション：北島音楽事務所
  - レコード会社：日本クラウン

### 最優秀歌唱賞
- 坂本冬美「火の国の女」

### 最優秀新人賞
- 唐木淳「やせがまん」

### アルバム大賞
- 堀内孝雄「GENTS」

### ゴールド・ディスク賞（大賞ノミネート作品）
- 香西かおり「流恋草」
- 北島三郎「北の大地」
- 桂銀淑「悲しみの訪問者」

### 新人賞（最優秀新人賞ノミネート）
- 唐木淳「やせがまん」
- しじみとさざえ「ものまね・想い出の九十九里浜」

### 優秀アルバム賞
- 中村美律子「しあわせ酒」
- 堀内孝雄「GENTS」
- 植木等「スーダラ伝説」

### 作曲賞
- 市川昭介「恋挽歌」（歌・伍代夏子）

### 編曲賞
- 川村栄二「悲しみの訪問者」（歌・桂銀淑）

### 作詩賞
- たかたかし「火の国の女」（歌・坂本冬美）

### 企画賞
- 大月みやこの歌唱による／橋ものがたり…十抄
- 杉田二郎の歌唱による／Love Letter（吉田正を歌う）

### 功労賞
- ペギー葉山

### 特別功労賞
- 春日八郎

### 特別賞
- 山本リンダ
- 「財団法人 国際親善協会」及びそのプロデューサー五木ひろし

### 美空ひばり賞
- 藤あや子「雨夜酒」

## TV中継スタッフ
- 構成：長束利博、下尾雅美、野村正浩
- 音楽・指揮：鷺巣詩郎
- 演奏：岡本章生とゲイスターズ、ベストアンサンブル
- コーラス：Mickey、ミュージックメン、ミュージッククリエイション
- 振付：名倉加代子、小井戸秀宅
- 踊り：名倉ジャズダンススタジオ ダンシングスペシャル
- 技術：椙浦昌明（日本武道館）、安藤健治（スタジオ）
- TD：佐藤秀樹（日本武道館）
- 映像（カメラ）：小南朗・梅津義文（日本武道館）、白井昭至（スタジオ）
- カラー調整：管原直文（日本武道館）、鉄尾直司（スタジオ）
- 照明：塚田剛太郎・箸透（日本武道館）、米山晁（スタジオ）
- 音声：山岡三郎（日本武道館）、吉田克弥（スタジオ）
- 音響効果：三澤恵美子（日本武道館）、矢部公英（スタジオ）
- 美術デザイン：三原康博、浦上憲司
- 美術制作：和田一郎
- 会場担当：平澤真、廣中信行、田中治
- 事務局：久保嶋教生、小山田貴子、古澤洋子
- ステージスタッフ：矢島公紀、阿部龍二郎、森谷博、近藤靖／柏木徹、荻原好武、植木修一、吉田茂、一色美孝、金井桂、澤田浩一、中山雅生、小幡博、鹿渡弘之、加藤純、小山田晴、山内明美、倉本陽子、霧生宣子、安部由美子、世良田光、米谷和博、遠藤了、大島美貴、出水裕子、原真／長谷川瀞、吉羽美弘、蕎麦田幸恵、河嶋喜代子、中村雅美、竹内文子、仲野由樹子、東内毅、青木務
- TK：鈴木弘子、岩橋千枝
- 演出スタッフ：西依正博、田代誠、永田守、大崎幹、岩村隆史、園田憲、小玉滋彦、小笠原知宏、山岡鉄治、大手ひろみ、富田瑞穂、竹内明、大久保竜／佐藤康昭、塚田由美、石川薫子、河嶋喜代子
- 制作スタッフ：小野寺真、村木益雄、市原博行
- 中継ディレクター：小野寺廉、落合芳行
- 舞台監督：十二竜也
- プロデューサー・演出：山田修爾
- 協力：テレサーチ、TBS-V
- 製作著作：TBS
- 主催：社団法人 日本作曲家協会、日本レコード大賞制定委員会、日本レコード大賞実行委員会